# Государственный дворец спорта Пекина

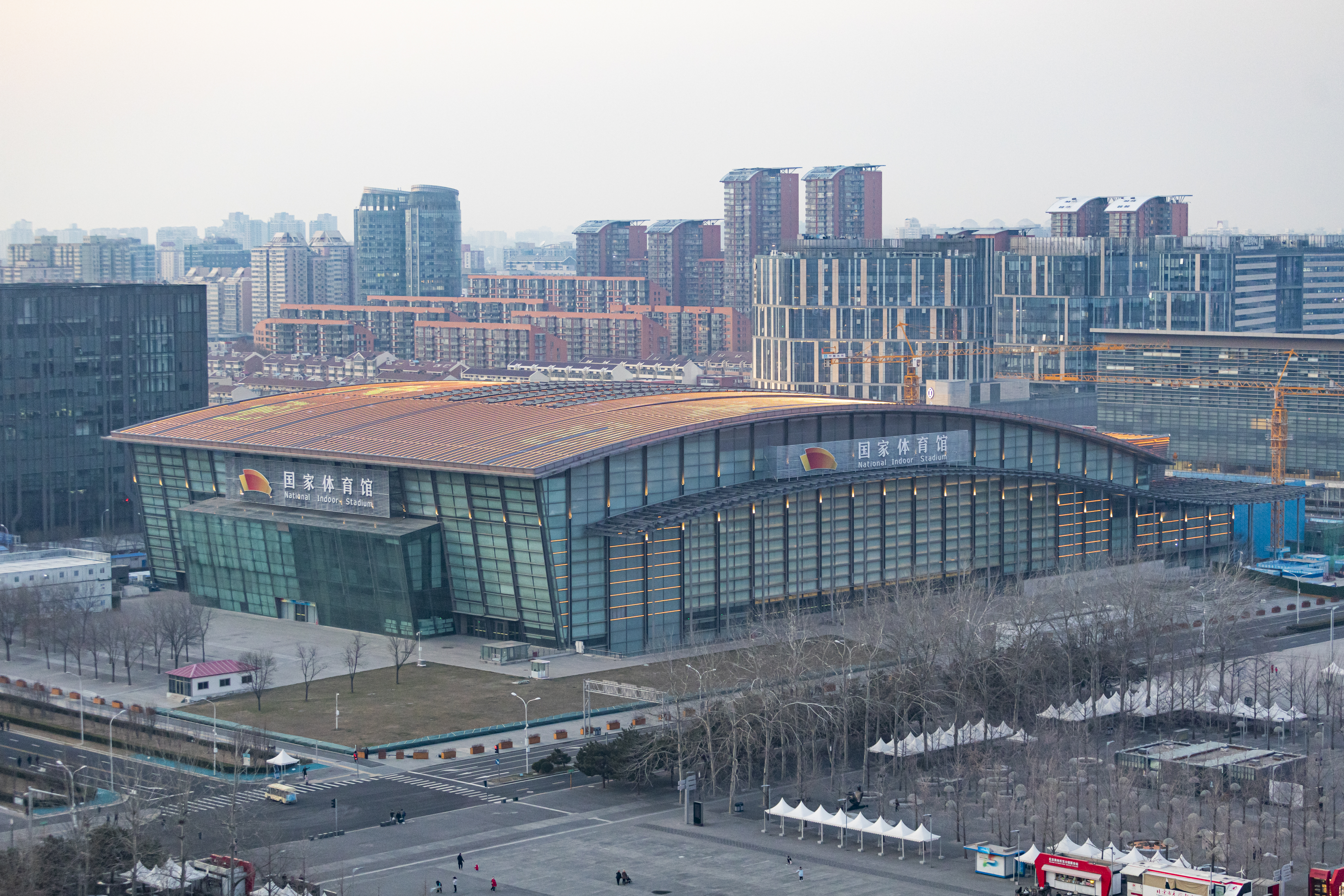
Государственный дворец спорта Пекина

Государственный дворец спорта Пекина (кит. упр. 国家体育馆, пиньинь Guójiā Tǐyùguǎn) — спортивный комплекс, построенный к Олимпиаде 2008 года в Пекине. Расположен в Олимпийском парке. Площадь: 80 890 м². Количество постоянных мест: 18 000 (на время Олимпийских игр — 20 000). 

## Общая информация

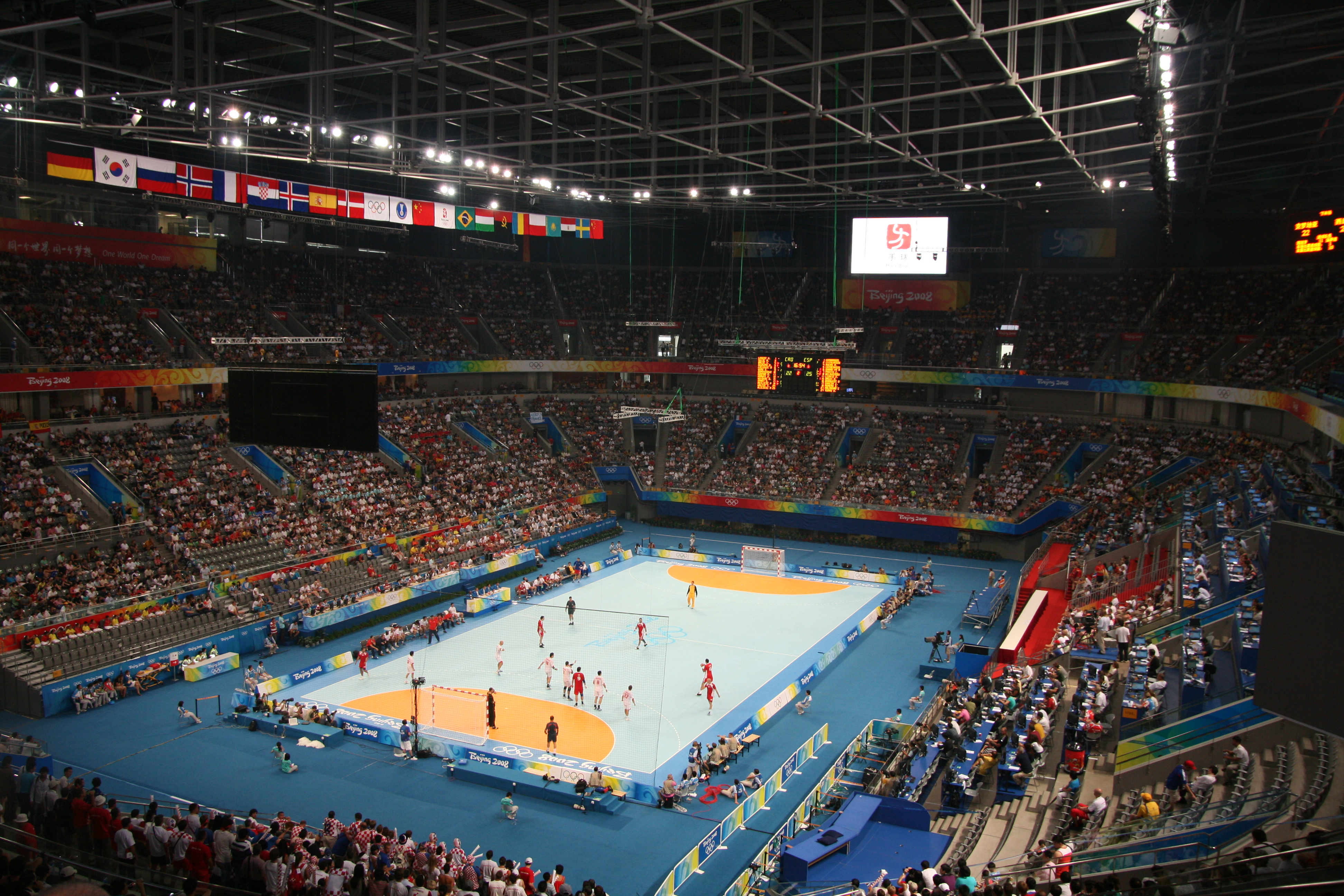
Арена во время олимпийского гандбольного турнира 2008 года

Строительство дворца спорта было начато 25 мая 2005 года, торжественное открытие комплекса было проведено 26 ноября 2007 года. Во время игр комплекс принял соревнования по спортивной гимнастике, прыжках на батуте и гандболу. Оба финальных матча турниров по гандболу были сыграны именно здесь (у мужчин Франция в финале обыграла Исландию, а у женщин Норвегия обыграла Россию). Во время проведения Паралимпийских игр 2008 во дворце спорта были проведены соревнования по баскетболу на инвалидных колясках. 
В 2022 году здесь прошли соревнования по хоккею с шайбой в рамках XXIV зимних Олимпийских игр. Во время Игр на арену допускали не более 1800 человек из-за ограничений в связи с пандемией COVID-19. Женщины играли здесь только некоторые предварительные матчи, финал они провели на арене Укэсон. Решающие игры мужского турнира прошли именно в Государственном дворце спорта, включая финал между сборной Финляндии и командой ОКР, который выиграли финны (2:1). Финал посетили всего 1788 человек, это наименее посещаемый финал олимпийского турнира по хоккею за долгие годы.
В марте 2022 года здесь прошли все матчи турнира по следж-хоккею в рамках зимних Паралимпийских игр, который выиграла сборная США.